# Konrad Adam

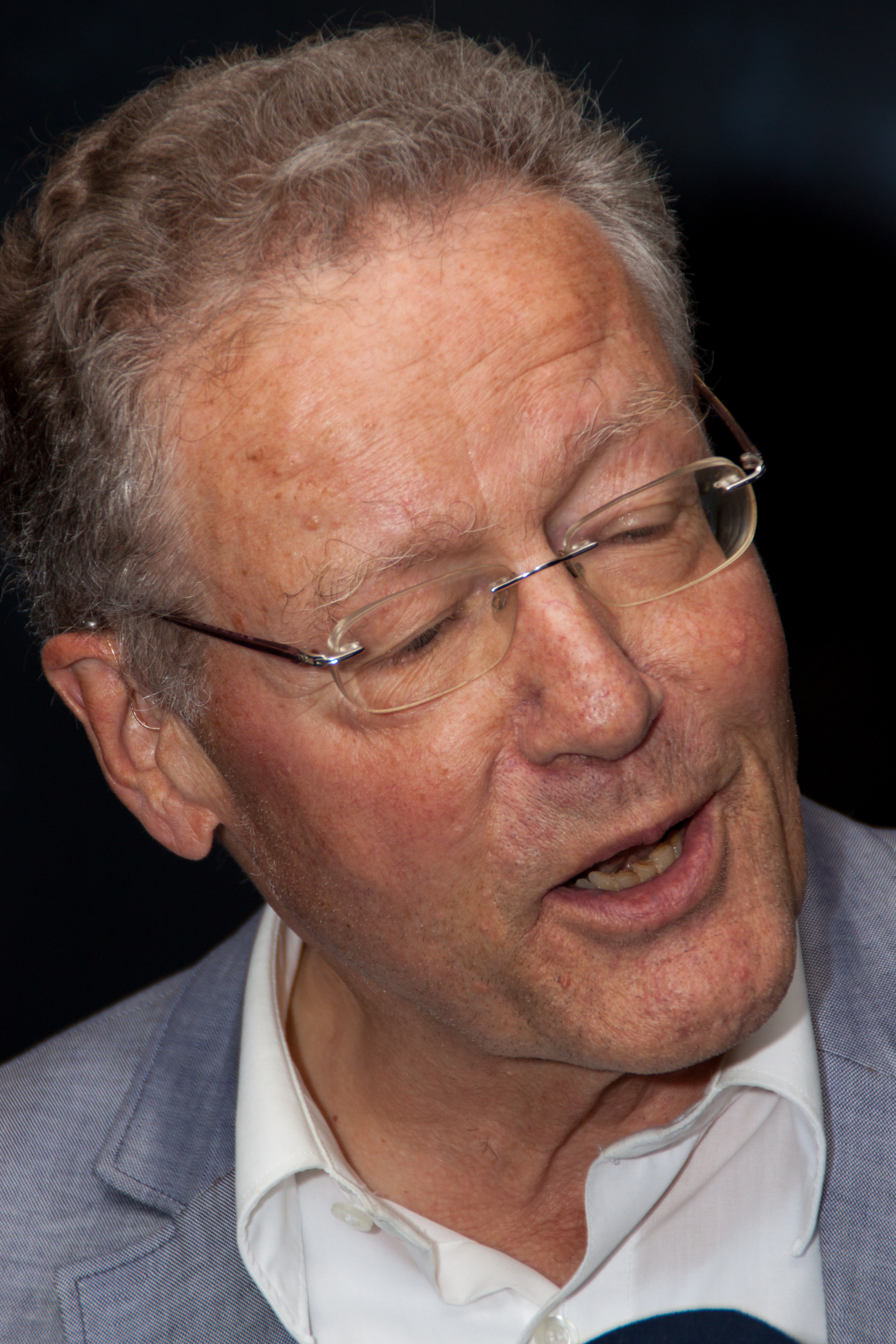
Konrad Adam (2014)

Konrad Adam (ur. 1 marca 1942 w Wuppertal) – niemiecki dziennikarz, publicysta i polityk (Alternatywa dla Niemiec).

## Życiorys
Studiował filologię klasyczną, historię i prawo na uniwersytetach w Tybindze, Monachium i Kilonii. W latach 1979–2000 był członkiem redakcji felietonistycznej w gazecie „Frankfurter Allgemeine Zeitung”. Od 2000 naczelny korespondent polityczny berlińskiej gazety „Die Welt”.
Wiele swoich publikacji poświęcił polityce wewnętrznej Niemiec, szczególnie dużo miejsca od wielu lat w swojej pracy dziennikarskiej przyznaje polityce ds. oświaty.